# Lachanodes arborea
Espèce
Synonymes
- Mikania arborea Roxb.[2]
- Senecio prenanthiflorus (DC.) Benth. & Hook.f.[2]
- Senecio redivivus Mabb.[2]

Statut de conservation UICN

 EW  : Éteint à l'état sauvage
Lachanodes arborea est une espèce de plantes à fleurs de la famille des Astéracées endémique de l'île de Sainte-Hélène à Sainte-Hélène, Ascension et Tristan da Cunha. Elle est éteinte à l'état sauvage.